# 美因茨城塞

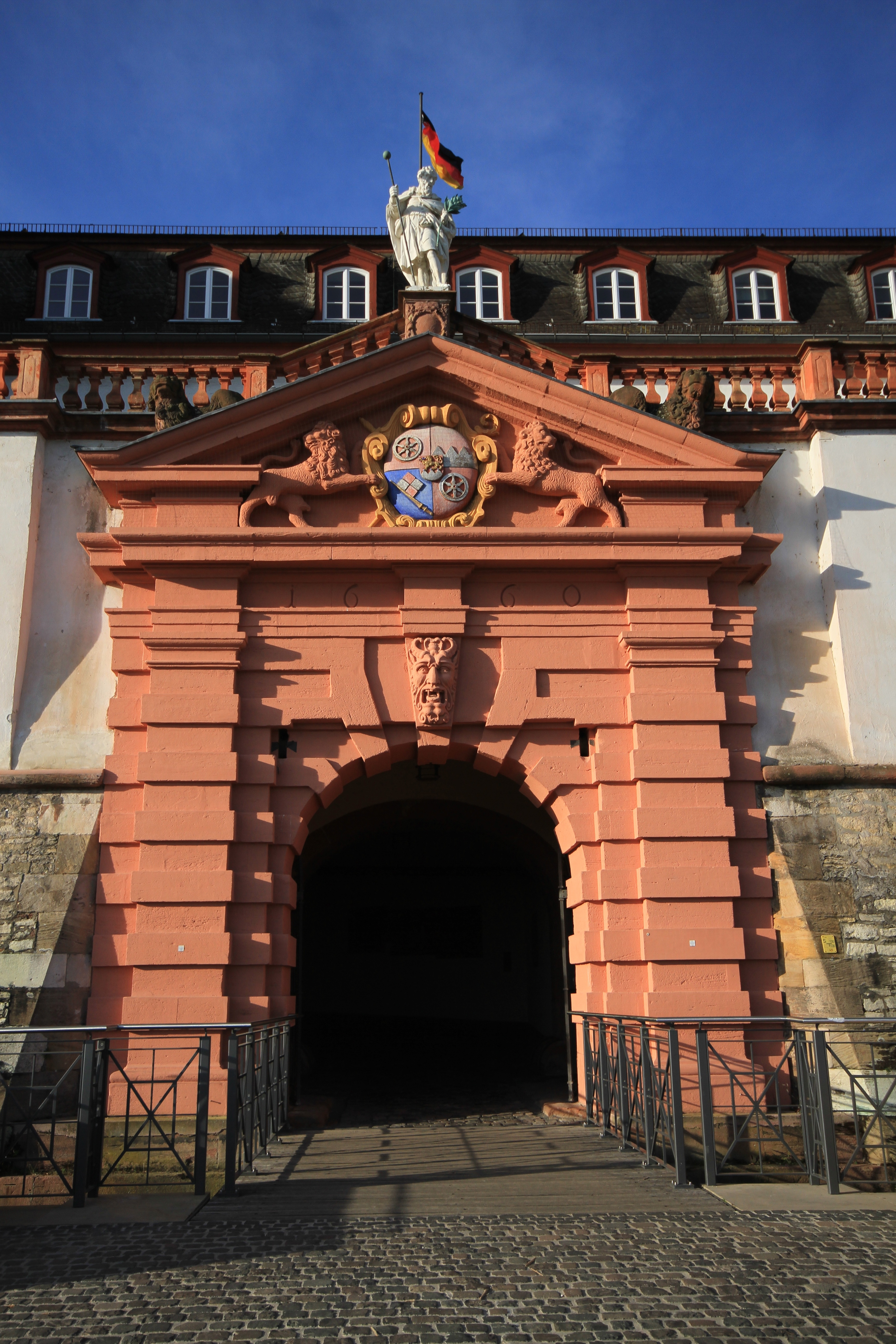
美因茨城塞正門

美因茨城塞（Mainzer Zitadelle）是美因茨城堡的重要部分，竣工於1660年。這座城塞所在地原本曾是一座修道院。1793年美因茨被圍攻時，普魯士的砲擊摧毀了修道院，此後這裡就是一座純粹的防禦建築。一戰和二戰期間，這座建築曾是一座戰俘營。二戰的最後數日，這座城塞曾變為防空洞。

## 外部連結
- www.festung-mainz.de/zitadelle （页面存档备份，存于）
- Initiative Zitadelle Mainz e.V. （页面存档备份，存于）
- Stadthistorisches Museum auf der Zitadelle[永久]

49°59′35″N 8°16′27″E / 49.99306°N 8.27417°E